# エピメニデス

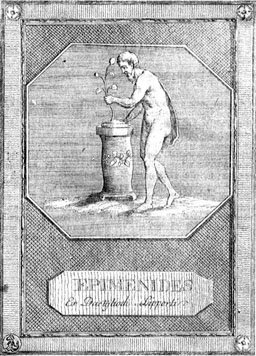
クノッソスのエピメニデス

エピメニデス（古希: Ἐπιμενίδης, Epimenidēs、生没年未詳）は、古代ギリシアの伝説的な詩人・預言者である。ギリシア七賢人の一人に数えられることがある。エピメニデースと長母音表記されることもある。

## 伝承
クレタ島のクノッソスの生まれで、プラトンによれば紀元前500年頃アテナイで予言をおこなったといわれ、またアリストテレスによれば紀元前600年頃にアテナイを浄めたとされる。
エピメニデスについて最も長く記述しているのはディオゲネス・ラエルティオスで、それによるとかつて父の命令で迷った羊を探しに出かけ、昼の暑さに洞窟の中で眠り、ついに57年間眠り続けたという。彼が紀元前596年にアテナイを浄め疫病を食い止めた方法とは、黒い羊と白い羊を手に入れて、アレイオス・パゴスで放し好きな方向へ走らせ、それぞれの羊が横になるところでその土地に関係のある神々に犠牲を捧げる、というものであった。この時のエピメニデスの提案で、アテナイとクノッソスは同盟を結び、彼は帰国後亡くなったときには157歳、または299歳になっていたという。彼の遺体はスパルタに保存された。
『クゥレテスとコリュバンテスの起源』『神統記』という5000行の詩と、『犠牲とクレタの国制について』『ミノスとラダマンテュス』という4000行の散文を書いた、とも伝えられる。アテナイやスパルタ、クレタについていくつかの予言をおこない、家や畑を浄めたり神殿を建てたりした最初の人でもあった。アテナイの改革者・ソロンとは書簡のやりとりがあったともいう。
プルタルコスによれば、ソロンはエピメニデスの助けを得て、犠牲や葬礼の習慣を改革した、という。パウサニアスは、エピメニデスの遺体の皮膚には、おびただしい文書が刺青されていた、と報告する。ギリシアでは、刺青は奴隷の習慣であり、あれほど同時代者に尊敬されていた人としては奇妙なことで、中央アジアのシャーマニズムとエピメニデスに何か関連があったのでは、と推測する学者もいる。髪を長くしていてクレタ人のようには見えなかった、という記述がディオゲネスにあり、彼の出自も明らかとは言い難い。
エピメニデスの詩と称されるものが、新約聖書・「使徒行伝」17章28節と「テトスへの手紙」1章12節に言及され、特に後者は「エピメニデスのパラドックス」として「自己言及のパラドックス」の例に挙げられる。1908年にバートランド・ラッセルが型理論についての論文で、この「すべてのクレタ人は嘘つきだ、とクレタの預言者が言った」という一節を有名にしたのである。

## 参考
- ディオゲネス・ラエルティオス『ギリシア哲学者列伝』第1巻第10章
- プルタルコス『対比列伝』「ソロン伝」
- ヤーコプ・ブルクハルト『ギリシア文化史』